# Глицерије
Глицерије (око 420 — после 480) је био цар Западног римског царства током 473. и 474. године. Касније је био епископ. Глицерије је био високи дворски службеник на двору у Равени, када га је magister militum Бургунђанин Гундобад поставио на царски престо (упражњено после смрти Олибрија) негде почетком марта 473. године. Гунодбад је био у прилици да постави цара јер је Рицимер, који је то до тада чинио, изненада умро. Глицерије је био само Гундобадов службеник, и никада није био признат од стране Лава I, византијског цара.
Можда је Глицеријева владавина одложила коначни пад Западног римског царства. Наиме, када су Остроготи, тада у Илирику, послали своје трупе у Италију 473. године, Глицеријева војска је успела да одбије тај напад. Глицерије је у стварности владао само над северном Италијом. Без обзира на овај успех, Лав I није био спреман да Глицерија призна и именовао је свог рођака Јулија Непота за цара на Западу. Стога, за Глицерија се једва може рећи да је био цар, а не узурпатор. Јулије Непот је са великом војском коју је добио од Лава испловио из Далмације и упловио у Остију у јуну 474. године. Глицерије није пружао отпор и одмах се предао.
Можда као награду што није покренуо рат против њега, Јулије Непот је дозволио Глицерију да постане епископ у Салони, граду у Далмацији. Касније су се Глицерије и Јулије Непот опет срели јер је убрзо нови цар морао да потражи уточиште у овој провинцији. По једној вести, Глицерије је био укључен у заверу против Непота и која се завршила његовом смрћу у мају 480. године. Највероватније, прави инспиратор убиства био је Одоакар, варварски краљ Италије. Наводно је после тога Одоакар именовао Глицерија за епископа у Милану.